# Garden City (Kolorado)
Garden City – miasto w Stanach Zjednoczonych, w stanie Kolorado, w hrabstwie Weld.